# Історія Великої Британії
Про історію Англії до 1707 року див. статтю Історія Англії.

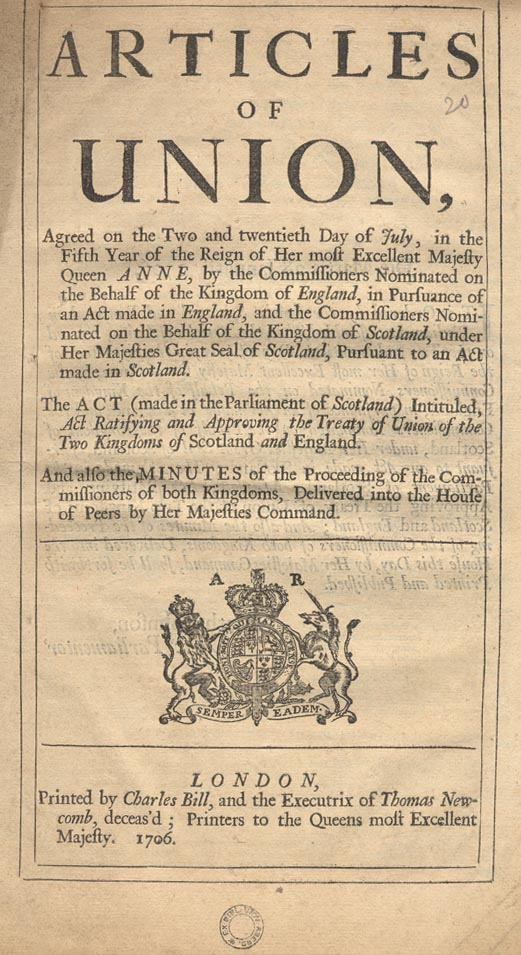
Опублікована версія статей Союзної угоди, яка призвела до створення Королівства Великої Британії в 1707 році.

Після прийняття Акту про унію 1707 Англія та Шотландія об'єдналися у Королівство Велика Британія (англ. Kingdom of Great Britain), із загальними законодавчими зборами.
1801 року Велика Британія перетворилася на Сполучене королівство Великої Британії та Ірландії, що утворилося як результат об'єднання Великої Британії та Ірландії.
1922 року шість ірландських провінцій відділилися й утворили незалежну державу — Ірландію, і від 1927 року Сполучене Королівство Великої Британії та Ірландії існує як сучасне Сполучене Королівство Великої Британії та Північної Ірландії.
Про історію Королівства Великої Британії від 1707 до 1801 року див. статтю Королівство Великої Британії.
Про історію Сполученого Королівства Великої Британії та Ірландії від 1801 до 1922 року див. статтю Сполучене Королівство Великої Британії та Ірландії.
У другій половині 30-х рр. уряд Чемберлена проводив політику «умиротворення» нацистської Німеччини. У вересні 1938 р. було підписано Мюнхенську угоду, внаслідок якої була окупована Судетська область Чехословаччини, а потім Чехословаччина перестала бути самостійною державою.
У роки Другої світової війни Велика Британія була одним з головних учасників антигітлерівської коаліції.
Після Другої світової війни уряд Великої Британії почергово формували лейбористи (1945 — 51, 1964 — 70, 1974 — 79, від 1997 по нинішній час) і консерватори (1951 — 64, 1970–1974, 1979 — 97).
У липні 1945 відбулися загальні вибори. Тимчасовий уряд консерваторів, сформований у травні, що замінив коаліційний військовий уряд, зазнав нищівної поразки, і до влади прийшла лейбористська партія (близько 12,1 млн виборців) з переважною парламентською більшістю. Посаду прем'єр-міністра обійняв Клемент Еттлі. Міністром закордонних справ став Е. Бевін, міністром внутрішніх справ Г. Моррісон.
Новий уряд зіткнувся з серйозною фінансовою проблемою, яка набирала гостроти у зв'язку з тим, що у серпні 1945 р., США оголосили про припинення поставок по ленд-лізу. Відтепер країна повинна розплачуватися за продовольчі та воєнні поставки готівкою. У грудні 1945 р. Велика Британія і США підписали фінансову угоду, за якою лейбористський уряд отримав кредит у 4 млрд 400 млн доларів. США, що прагнули лібералізувати торгівлю і надати Великої Британії довгострокові позики, поставили вимогу конвертувати до кінця 1947 року фунт стерлінгів. Лейбористи оголосили повну конвертованість національної валюти достроково — у липні. Це викликало ажіотаж серед населення, які масово почали обмінювати фунти на долари.
У 1946 році був скасований закон 1927 року про профспілки. Новий уряд провів закон про освіту, який передбачав реорганізацію шкільної системи і вводив загальну безкоштовну середню освіту. Також закони стосувалися допомоги бідним, вводилися пенсії за віком, дитячі допомоги та інші державні зобов'язання. Закон про охорону здоров'я 1946-48 рр. передбачав націоналізацію лікарень і безкоштовну медичну допомогу. Передбачалося надання населенню безкоштовних медичних послуг. Почала функціювати Національна служба охорони здоров'я. Тоді ж було реформовано систему соціального страхування, що дозволило збільшити кількість громадян, що мали право на різні пенсійні доплати, до 25 млн осіб. Нова система гарантувала також виплату допомоги при втраті працездатності на виробництві, безробітним, вдовам, у зв'язку з хворобою, вагітністю, на виховання дітей, і за віком: жінкам від 60, а чоловікам від 65 років.
1947 року була прийнята чотирирічна програма розвитку сільського господарства, що передбачала збільшення сільськогосподарського виробництва на 50% у порівнянні з довоєнним часом. Було запроваджено систему урядових субсидій та гарантування мінімальних цін на сільськогосподарську продукцію.
Від 1948 року почав діяти план Маршала. За час його дії Велика Британія отримала 2 млрд 351 млн доларів у вигляді поставок та 337 млн доларів позики. Влітку 1949 року її золотовалютні резерви складали на 400 млн доларів менше тієї суми, яку вважали мінімально необхідною для безпеки англійської фінансової системи. З метою припинення втечі золотовалютних резервів, поліпшення англійського експорту, уряд К. Еттлі прийняв у 1949 році рішення про девальвацію фунта стерлінгів на 30,5 %. Вже 1948 році випуск промислової продукції не тільки досяг, а й перевершив довоєнний рівень виробництва. Також було здійснену широку націоналізацію. Першим був націоналізований Банк Англії,— так вперше в історії країни виник державний банк. Уряд здійснив націоналізацію Банку шляхом викупу акцій у обмін на 3-відсоткові облігації державної позики у відношенні 1:4, що перевела його у розряд «публічних корпорацій». Акціонерний капітал було передано Казначейству, а його колишні власники одержали щедру компенсацію у вигляді державних облігацій, що у сумі в чотири рази перевищували номінальну вартість акцій. Банк, таким чином, не став частиною урядового апарату, але був уповноважений «запитувати інформацію в банкірів і давати їм рекомендації». З санкції Казначейства, Банк Англії міг «видавати директиви будь-якому банку з метою забезпечити виконання таких рекомендацій або прохань». Згодом у державний сектор було переведено вугільну та газову галузі промисловості, електростанції, телеграф і радіозв'язок, цивільну авіацію, річковий та залізничний транспорт, далекі вантажні перевезення. 1949 року реформовано палату лордів, яка відтепер могла затримати закони, прийняті палатою громад лише на рік; також за цією реформою скорочувалася кількість представників у палаті лордів.
1950 року Велика Британія припинила свою участь у плані Маршала. Цього ж року була націоналізована частина сталеливарної промисловості. У лютому Клемент Еттлі оголосив дострокові парламентські вибори за результатами яких стали заручниками консерваторів. Почалися суперечки серед лейбористів за новий військовий бюджет.
1951 року випуск промислової продукції Великої Британії перевершив рівень 1937 року на 31 %. У жовтні відбулися нові парламентські вибори, під час яких перемогу здобули консерватори.
У період правління консерваторів відчутних змін в економіці не відбулося. Виробництво в 1957 році виросло на 57 % порівняно з 1938 р., хоча це був малий рівень розвитку порівняно з США та Японією. Дослідники вказують на кілька причин низьких темпів економічного розвитку Великої Британії у 50-60-х роках:
1. мала частка капіталовкладень;
2. недостатнє використання досягнень технічного прогресу (НТР);
3. брак кваліфікованої робочої сили;
4. значні витрати на армію;
Нормою для країни стали прямі та непрямі субсидії приватній промисловості. Слід зауважити, що діапазон експериментів в англійській економіці в 50-60-ті роки був досить широким: від націоналізації до реприватизації націоналізованої власності і навпаки.
У 1952 році Велика Британія опанувала атомну зброю.
У січні 1957 сер Антоні Іден пішов у відставку, причиною якої стали перевтома, хвороба і невдачі в політиці. Його змінив Гарольд Макміллан, який взяв на себе сміливість відновити репутацію країни і виправити стан справ в консервативній партії, що розкололася щодо питання про зону Суецького каналу. Однак країна досягала успіху, і в жовтні 1959 Макміллан і його партія виграли загальні вибори, завоювавши парламентську більшість в 100 місць.
У 1960 році Гарольд Макміллан у промові «вітер змін» визнав право колоніальних народів на незалежність. 4 січня у м. Стокгольм, Велика Британія на противагу ЄЕС, створила Європейську асоціацію вільної торгівлі, до якої увійшли також Австрія, Данія, Норвегія, Португалія, Швейцарія та Швеція.
У країні не було одностайності з питання про вступ в ЄЕС. У 1962 в лейбористській партії у зв'язку з цим відбувся розкол. Більшість її членів, які виступали проти приєднання, найбільше турбувала доля планування в рамках асоціації країн з приватнопідприємницькою економікою, а також потенційна загроза британському строю і «острівному» способу життя, характерному для більшості британців. Розмови про підтримку зв'язків між країнами Співдружності мали під собою менше підстав зважаючи на скорочення обсягу торгівлі та неохочого схвалення його прем'єр-міністрами вступу Великої Британії в ЄЕС. В ході важких переговорів уряд поспішало узгодити економічні умови Британії та європейських країн, особливо з питання про субсидування сільського господарства. Однак на початку 1963 Франція запропонувала накласти вето на прийом Британії в Загальний ринок. Зусилля Макміллана зазнали невдачі, і ніхто не зміг запропонувати програму, яка могла б замінити.
У ході розпаду Британської колоніальної імперії незалежність одержали до середини 1970-х років майже всі англійські колонії.

## 18 століття

### Народження Союзу
Королівство Велика Британія виникло 1 травня 1707 року в результаті політичного союзу королівства Англії (до складу якого входив Вельс) і королівства Шотландії згідно з Угодою про Унію. Це об’єднало два королівства в єдине королівство та два парламенти — в єдиний парламент Великої Британії. Королева Анна стала першим монархом нової Великої Британії. Також хоча де-юре існувало єдине королівство, певні інституції Шотландії та Англії залишалися окремими — шотландське та англійське право, пресвітеріанська церква Шотландії та англіканська церква Англії тощо. Англія та Шотландія продовжували мати власні системи освіти.
Тим часом тривала боротьба за іспанську спадщину проти Франції (1701–1714), доки до влади в Лондоні не прийшов більш миролюбний уряд, Утрехтський і Раштаттський договори не поклали край війні.

### Ганноверські королі
Лінія Стюартів припинила існування разом із Анною в 1714 році, проте всередині країни існувала жорстка фракція, яка за підтримки Франції підтримувала інших претендентів. Курфюрст Ганновера став наступним королем, відомий як Георг I. Він приділяв більше уваги Ганноверу та оточив себе німцями, що зробило його непопулярним королем. Проте він зумів розбудувати армію та створити стабільнішу політичну систему в Британії; був встановлений мир у північній Європі. Тим часом якобітські фракції прагнули реставрації Стюартів; вони підняли повстання в 1715–1716 рр. Син Якова II планував вторгнутися до Англії, але перш ніж він зміг це зробити, Джон Ерскін, граф Мар, розпочав вторгнення з Шотландії, яке було відбито силами британського уряду.
Георг II зміцнив стабільність конституційної системи, з урядом під керівництвом Роберта Волпола в 1730–1742 рр. Він побудував Першу Британську імперію, зміцнивши колонії в Карибському басейні та Північній Америці. У коаліції зі зростаючою могутністю Пруссії Сполучене Королівство перемогло Францію в Семирічній війні (1756–1763) і здобуло повний контроль над Канадою.

## Розпад британської колоніальної імперії
Після Другої Світової війни розвернувся процес розпаду колоніальної системи імперіалізму, складовою частиною якого був крах найбільшої в світі британської колоніальної імперії. Консерватори прагнули зберегти вплив Великої Британії у світі. У 1956 році Англія разом з Францією та Ізраїлем зробили спробу силою повернути контроль над Суецьким каналом, що був націоналізований Єгиптом. Після Суецької кризи розпад англійської колоніальної системи різко прискорився.
Діяльність лейбористського уряду на міжнародній арені дещо контрастував з його внутрішнім курсом. Велика Британія відчутно втрачає свої економічні зв'язки з СРСР: у сім разів скоротилася її торгівля з недавнім союзником у Другій Світовій війні. 1947 року припинила в односторонньому порядку переговори з Москвою про продовження англо-радянського договору від 1942 року.
Саме в роки лейбористського правління Велика Британія перетворилася в послідовного і активного учасника Паризької мирної конференції, «холодної війни», розколу Німеччини і першої берлінської кризи, плану Маршала, створення НАТО. У 1947 році в офіційних документах лейбористського уряду назву Британська імперія замінено терміном «член співдружності». В квітні 1949 року конференція прем'єр-міністрів країн Співдружності скасувала статтю Вестмінстерського статуту 1931 року: про вірність «короні» і визнала англійського монарха «символом вільної асоціації націй».
Унаслідок потужного підйому національного руху британські імперіалісти були змушені протягом 1946–1951 років надати незалежність Індії (де розділили території за релігійною ознакою на Індію та Пакистан). Бірми і Цейлону, а так само всім колоніальним територіям Великої Британії. У 1945 році населення англійських колоній і залежних територій складало близько 432 млн чоловік

## Ера консерваторів
З 1979 року у Великої Британії настала 18-річна ера консерваторів, яка була представлена двома консервативними прем'єр-міністрами: Маргарет Тетчер, яка залишалася на своїй посаді з 1979 до 1990 р. І Джоном Мейджером з 1990 по 1997.
Для цього періоду в історії Великої Британії були характерні:
1. Зміцнення британської економіки;
2. Посилення ролі Великої Британії у світі;
3. Подолання внутрішньої кризи 1970-х рр..
Маргарет Тетчер (1925 р. н.) як лідер консервативної партії, що перемогла на виборах, була призначена королевою прем'єр-міністром у травні 1979 р. Вона стала першою жінкою прем'єр-міністром в історії Великої Британії. Втім, за жорсткість її курсу і характеру вона отримала прізвисько «залізна леді».
Найбільшим внутрішньополітичним кроком уряду Тетчер стало прийняття антипрофспілкових законів, серед яких були:
• Закон про заборону страйків солідарності в 1982 р. (покарання — штрафи, загроза тюремного ув'язнення);
• Закон про профспілки (Trade Union Act) 1984 р.;
• Акт про зайнятість (Employment act) 1988 р. — узаконив штрейкбрехерство (Зрада робочих інтересів, скоєна штрейкбрехерами).
Іншим великим кроком в політиці Тетчер стало роздержавлення економіки (приватизація), в результаті чого ряд великих підприємств був проданий державою в приватні руки.
У 1989 р. із ініціативи уряду М. Тетчер був введений подушний податок. Це означало, що кожен, хто досяг віку 18 років і мешкає в будинку або квартирі, був зобов'язаний платити податок. Такий податок викликав загальне обурення британців. Закон вдарив по бідних і багатодітних сім'ях. У 1993 р. податок був скасований і замінений податком із домовласників і орендарів будинків, але введення цього податку сприяло політичній кризі 1990 р.
До 1990 р. уряд М. Тетчер досяг значних успіхів в економіці і зовнішній політиці, але авторитет М. Тетчер падав. Причинами цього були:
• Її занадто жорсткий курс;
• Вкрай непопулярне рішення про введення подушного податку;
• Безкомпромісна політика щодо європейської інтеграції;
• «Втома» партії і виборців від одного і того ж лідера (М. Тетчер очолювала уряд вже 11 років поспіль — найдовше з прем'єр-міністрів у ХХ столітті).
У 1990 р. в консервативній партії вибухнула криза. М. Хезлтайн (Міністр оборони) поставив питання про довіру Тетчер як лідеру партії і почав збивати «антітетчерівську» коаліцію. На щорічних виборах лідера партії М. Тетчер зазнала поразки і пішла у відставку з поста прем'єр-міністра.
У зовнішній політиці Маргарет Тетчер взяла в курс на подальше зближення з США, особливо після приходу до влади Рональда Рейгана.

## Північноірландський тероризм
1980-ті рр.. стали часом посилення північноірландського тероризму.
Терористична організація ІРА (Ірландська республіканська армія), яка домагається повного відходу Великої Британії з Північної Ірландії (Ольстер), посилила терористичну діяльність.
Формами прояву даної діяльності стали:
• Провокація заворушень у Північній Ірландії (Ольстері);
• Вибухи, інші теракти на території островів Великої Британії. Незважаючи на погрози на адресу особисто М. Тетчер, вона не пішла на поступки терористам

## Лейбористський уряд Тоні Блера (3 травня 1997— 27 червня 2007)
Блер став лідером британської Лейбористської партії в липні 1994, після раптової смерті його попередника, Джона Сміта. Під його керівництвом партія отримала рішучу перемогу на виборах 1997 року, поклавши кінець 18-річному правленню урядів правоцентристської Консервативної партії. Блер займав посаду прем'єр-міністра довше за будь-якого іншого представника Лейбористської партії і є єдиною людиною, яка б привела партію до трьох послідовних перемог на виборах. Він був наймолодшим прем'єр-міністром після лорда Ліверпуля у 1812 році.
Разом з Гордоном Брауном і Пітером Мандельсоном,
Блеру приписують заслугу повернення Лейбористської партії до центру
британської політики, використовуючи термін «Нова праця», щоб відрізняти
свою про-ринкову політику від більш колективістської політики партії в
минулому. Цю зміну порівнюють з центристськими реформами Демократичної партії США, пов'язаними з Біллом Клінтоном
і «новими демократами», хоч із меншою кількістю соціально консервативних
елементів та культурними відмінностями між британським і американським
суспільствами. Блер описує свою політичну філософію як «сучасну
соціал-демократію» і «третій шлях».
Було впорядковано фінансово-економічну сферу. Одним з перших заходів «нових лейбористів» стало надання Банкові Англії права самостійного визначення базової процентної ставки, на короткотермінові кредити, дотримуючись лише встановленої урядом межі інфляції. Державі повністю вдалося погасити зовнішній борг. Вперше в історії Великої Британії з 1 квітня 1999 року визначено рівень мінімальної зарплати, збільшено термін декретної відпустки для жінок, законодавчо визнано профспілки на підприємствах як представників трудового колективу. Рівень безробіття склав 6 %. Започатковано реформи національної служби охорони здоров'я, розрахованих на 10 років. Для зміцнення родин «нові лейбористи» запровадили низку податкових пільг. Зміни внесено в податкову практику, що сприяло зменшенню правопорушень. Удосконалено діяльність спеціальних «судів у справах молоді». У 1998 році прийнято «Закон про тероризм і змови».
Тоні Блер підтримав цілий ряд аспектів зовнішньої політики США, беручи участь у вторгненнях до Афганістану в 2001 і Іраку в 2003.
В результаті він зіткнувся з різкою критикою більшості ліберально
настроєних британців, тобто прихильників своєї власної партії, а
обставини втягнення Британії до війну в Іраку розглядаються багатьма як
безчесні. 27 червня 2007 королева Єлизавета ІІ
прийняла відставку Тоні Блера з посади прем'єр-міністра та призначила
Гордона Брауна, канцлера казначейства, доручивши йому сформувати
Кабінет. Тоді ж Блер склав із себе повноваження члена Парламенту від
округу Седжфілд, першим представником якого у Палаті громад він був, але
залишився таємним радником ЇЇ Величності.

## Лейбористський уряд Гордона Брауна (2007–2010)
Після того, як Тоні Блер заявив про намір піти у відставку влітку 2007
року, Браун був названий його наступником. Згідно з деякими відомостями,
Блер ще в 1994 році обіцяв зробити Брауна своїм наступником. Браун був
офіційно призначений наступником Блера 16 листопада 2006 року. 24 червня
2007 року Браун був обраний лідером Лейбористської партії, 27 червня
він змінив Блера на посаді прем'єр-міністра.
Перші тижні прем'єрства Брауна ознаменувалися низкою ініціатив, які
були сприйняті позитивно: будівництво нового дешевого і екологічного
житла в британській провінції і на колишніх військових полігонах, новий
комплекс конституційних заходів для забезпечення прозорості і
відповідальності влади перед народом, пропозиції з реформування
міжнародних інститутів, більш стримані і ділові відносини Лондона і
Вашингтона (при продовженні участі в операціях в Іраку).
Першим серйозним випробуванням для уряду стала почата у вересні 2007 року криза банку Northern Rock: Банк Англії
був вимушений піти на безпрецедентні фінансові вливання у розмірі 25
мільярдів фунтів стерлінгів, які у результаті так і не змогли утримати
Northern Rock на плаву, і в лютому 2008 він був націоналізований.
Браун прийшов до влади не як лідер партії переможниці на виборах, а в
результаті внутрішньопартійних призначень, тому опозиція закликала до
проведення якнайшвидших позачергових виборів для підтвердження
повноважень. До 6 жовтня 2007 року зберігалася невизначеність відносно
його можливого наміру (рішення) провести дострокові вибори, що послужило
підставою для опозиції звинувачувати його в нерішучості і слабкості.
Рішучі дії уряду восени 2008 року, в умовах розвитку світової економічної кризи, на думку політичних оглядачів,
сприяв восени 2008 року значному зростанню рейтингу прем'єр-міністра
Брауна, дії якого, направлені на порятунок банківської системи, стимулювання бізнесу і попиту отримали схвалення як в Британії, так у
керівництва інших країн.
23 січня 2009 року національне статистичне відомство Великої Британії
повідомило, що в четвертому кварталі 2008 року ВВП Великої Британії
скоротився на 1,5 % в порівнянні з попереднім кварталом, що означало
офіційне входження економіки Великої Британії в рецесію: падіння ВВП в четвертому кварталі 2008 року склало 1,5 %, у третьому кварталі того ж року зниження склало 0,6 %.
15 червня 2009 року оголосив про проведення розслідування у зв'язку з
війною в Іраку, заявивши, що воно досліджує роль країни у війні; характер розслідування критикувався опозицією.
5 березня 2010 року Браун особисто давав свідчення на розслідуванні, сказавши, що був обізнаний про основні рішення Тоні Блера по війні і
вважає, що війна була «правою» і що розвідувальні доповіді переконали
його, що Ірак представляв загрозу, з якою треба було боротися.
6 січня 2010 року два колишніх члена лейбористського кабінету, Патріція Г'юїтт і Джеф Гун, спільно закликали провести таємне
голосування про лідерство Брауна в партії; але їхній заклик не здобув широкої підтримки в партії і не мав успіху.
За декілька днів до завершення виборчої кампанії 2010, Браун потрапив
у скандал із його приватними словами, що прозвучав у прямий ефір, сказаних в роздратуванні у своєму автомобілі про немолоду жінку, з якою
він перед тим розмовляв у присутності преси;
його спроби за допомогою вибачень заручитися підтримкою скривдженої ним
виборниці, що раніше голосувала за лейбористів, виявилися безуспішними.
У результаті загальних виборів 6 травня 2010
жодна з трьох головних партій Великої Британії не змогла отримати
більшість у Палаті громад. Найбільша кількість голосів отримали консерватори,
лейбористи опинилися на другому місці. Проте для створення коаліційного
уряду і тієї й іншої стороні необхідно заручитися підтримкою ліберал-демократів.
У спробі зберегти лейбористів при владі Ґордон Браун 10 травня 2010
заявив про намір залишити посаду лідера Лейбористської партії до вересня
2010 року, коли відбудеться щорічна партійна конференція. За словами
Брауна, він попросить партію почати процедури для обрання лідера, проте
сам не візьме участі у виборах. Прем'єр також заявив про намір провести
переговори з Ліберально-демократичною партією про формування нового
уряду країни. За словами Брауна, лейбористи мають намір запропонувати
лібералам проведення референдуму з питання про зміну виборчої системи
Великої Британії.
Проте наступного дня Ґордон Браун був змушений оголосити про відставку, і королева Великої Британії Єлизавета II призначила прем'єр-міністром країни лідера Консервативної партії Девіда Кемерона.

## Консервативний уряд Девіда Кемерона
Під час парламентських виборів 2010
року консерватори під головуванням Камерона отримали велику кількість
місць у парламенті — 306, однак для формування більшості не вистачило 20
голосів і вони були вимушені увійти у коаліцію з Ліберальними демократами і сформувати уряд, в якому Девід Камерон став прем'єр-міністром.